# Chilobrachys fimbriatus
Chilobrachys fimbriatus är en spindelart som beskrevs av Pocock 1899. Chilobrachys fimbriatus ingår i släktet Chilobrachys och familjen fågelspindlar. IUCN kategoriserar arten globalt som livskraftig. Inga underarter finns listade i Catalogue of Life.